# Mönjekitt
Mönjekitt är ett kitt som framställs genom blandning av blymönja och linolja.
Det har främst använt för att kitta glas i metallinfattningar, tätning av rörledningar med mera. Billigare varianter av mönjekitt blandas ofta med fyllnadsämnen som krita, sand, lera, grafit med mera.
Mönjekitt har genom sin blyhalt av miljöskäl numera ofta ersatts av andra typer av kitt.